# Cosmosoma elegans
Cosmosoma elegans är en fjärilsart som beskrevs av Butler 1876. Cosmosoma elegans ingår i släktet Cosmosoma och familjen björnspinnare. Inga underarter finns listade i Catalogue of Life.